# Urban Aeronautics X-Hawk
Urban Aeronautics X-Hawk — це проект літаючого автомобіля, який зараз розробляється Рафі Йолі (Rafi Yoeli) в Ізраїлі (м. Явне). Розробкою займається компанія Metro Skyways Ltd., дочірня компанія Urban Aeronautics. Інженери з Urban Aeronautics, стверджують, що вже піднімали машину на висоту 90 см . X-Hawk і його менший безпілотний варіант, Urban Aeronautics AirMule, передбачається використовувати в рятувальних операціях, де використовувати вертоліт неможливо, або, дуже небезпечно, наприклад, для евакуації людей з верхніх поверхів палаючих будівель, або доставки поліції чи солдат в умовах міської забудови і інших обмежених просторах.

## Загальні відомості
Urban Aeronautics Ltd. запатентував свою конструкцію як Fancraft (англ.). Технології Fancraft ґрунтується на 37 зареєстрованих (виданих) патентах і 12 додаткових в процесі реєстрації (станом на 2013 рік).
Metro Skyways Ltd. (MSL), як дочірня компанія Urban Aeronautics Ltd. має ексклюзивну ліцензію на використання машин переважно як пілотованого повітряного таксі, повітряно-рятувальних і медичних операціях при евакуації. MSL взяла на себе провідну роль в розробці X-Hawk. Tactical Robotics Ltd. (TRL), як дочірня компанія Urban Aeronautics Ltd. має ексклюзивну ліцензію на роботу на ринках послуг БПЛА у вийськових та цивільних цілях. TRL відіграє провідну роль у розвитку проекту AirMule.

## Розробка
У 2004 році в ході розробки і перевірки концепції транспортного засобу CityHawk здійснено більше 10 годин тестових польотів поблизу аеропорту імені Бен-Гуріона в Ізраїлі . Незабаром після експериментальних польотів CityHawk, компанією Urban Aeronautics була оголошена розробка нової концепції - X-Hawk. Подальший розвиток концепції закладеній у CityHawk здійснюється також паралельно в проекті Urban Aeronautics AirMule.

## Технічні дані
X-Hawk є повітняним судном вертикального злету та приземлення, тяга в якому створюється повітряними гвинтами з приводом від газотурбінного двигуна. Пілоти будуть керувати через електродистнанційну систему управління польотом з функцією автоматичної стабілізації яка підтримуватиме горизонтальний політ. Імпелерна конструкція має дозволити автомобілю досягати швидкості і маневреності вертольота .

## Варіанти
- CityHawk прототип може нести дві людини та перебувати в повітрі майже годину, максимальна стеля за оцінками 2400 м, зі швидкостями польоту 150-170 км/год. Габаритні розміри 2,2 м × 4,7 м.
- X-Hawk LE є більш потужною версією для правоохоронних органів, пасажироміськістю 1 пілот + 3 пасажири, час польоту 3 години плюс резерв на швидкості 259 км/год.
- X-Hawk EMS для служб швидкої медичної допомоги.

## Партнери
- Elbit Systems (Ізраїль)
- Israel Aerospace Industries
- Bell Helicopter (США)[9]